# درنده باسکرویل (فیلم ۱۹۳۹)
درنده باسکرویل (به انگلیسی: The Hound of the Baskervilles) نام اولین فیلم از مجموعه فیلم‌های شرلوک هولمز با بازی نایجل بروس و بازیل راتبون است. این فیلم اقتباسی است از داستانی به همین نام نوشته سر آرتور کانن دویل. این فیلم در سال ۱۹۳۹ توسط سیدنی لنفیلد در ژانر جنایی-کارآگاهی کارگردانی شد. از بین اقتباس‌های زیادی که از این رمان کانن دویل صورت گرفته‌اند، این فیلم مشهورترین آن‌ها محسوب می‌شود. داستان فیلم در مورد موجودی فراطبیعی است که خانواده‌ای را به وحشت انداخته؛ موجودی که همه آن را به علت محل زندگی‌اش، «درنده باسکرویل» می‌شناسند.